# عشبة القوى الأوشيرية
عشبة القوى الأوشيرية (الاسم العلمي:Potentilla aucheriana) هي نوع من النباتات تتبع جنس عشبة القوى من الفصيلة الوردية.